# Mystacoleucus ectypus
Mystacoleucus ectypus är en fiskart som beskrevs av Maurice Kottelat 2000. Mystacoleucus ectypus ingår i släktet Mystacoleucus och familjen karpfiskar. IUCN kategoriserar arten globalt som livskraftig. Inga underarter finns listade i Catalogue of Life.